# 龙岗区

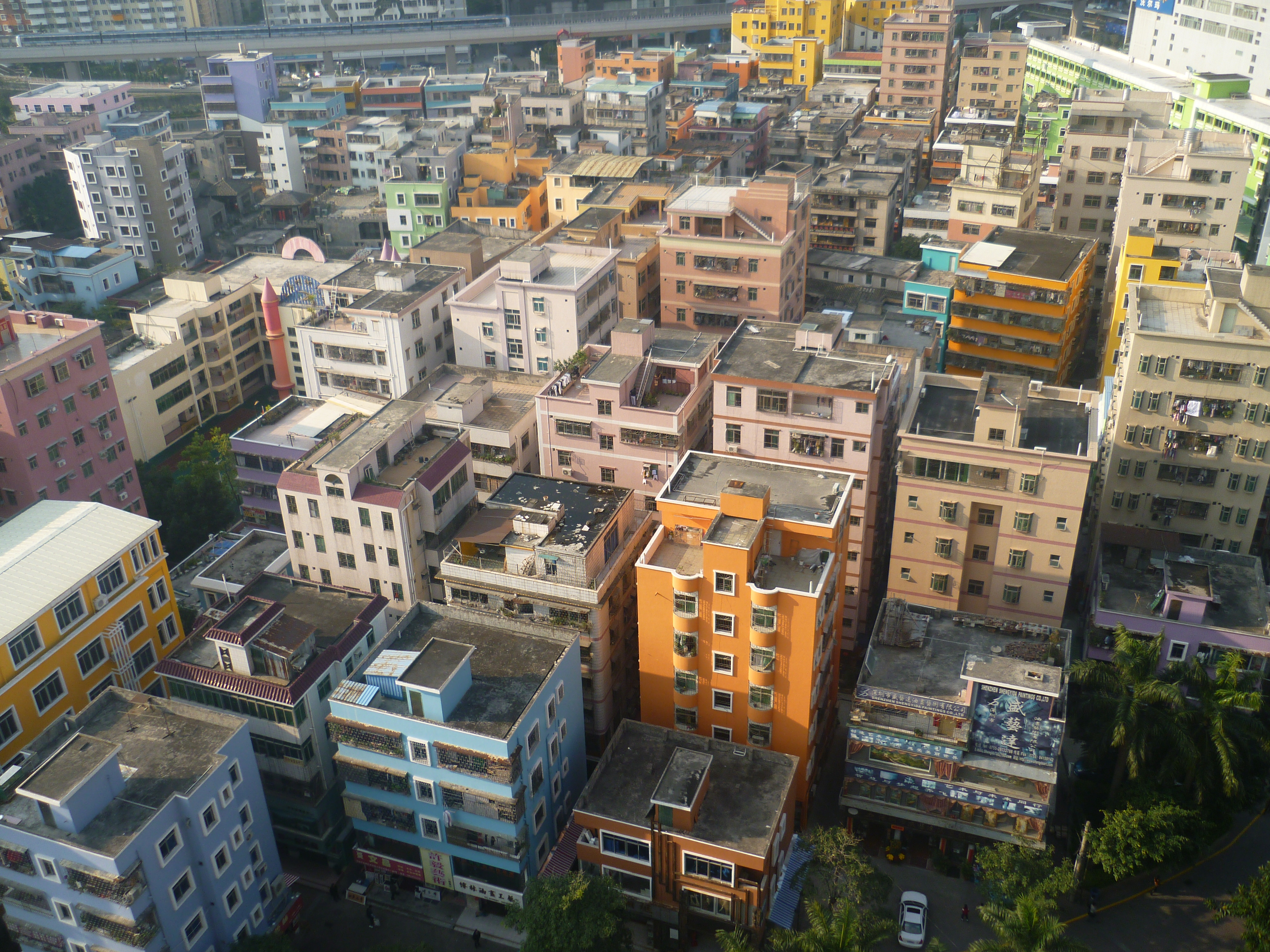
龙岗区大芬村

龍崗區，旧称龙冈、垄冈，是深圳的一個市轄區，位於深圳東部，龙岗是2010年深圳市经济特区扩大到全市范围之前，位于经济特区之外的两个的市辖区之一（另外一个为原宝安区）。1993年宝安县撤县设区时，龙岗区的辖区范围还包括今日的坪山区和大鹏新区。目前龙岗区内已建立数所大学，成为深圳市的教育新区，區人民政府駐龍翔大道8033號。

## 歷史
秦始皇二十八年（西元前219年），秦將屠睢率軍南下攻擊百越發動戰爭，是為秦攻百越之戰。秦始皇三十三年（西元前214年），秦軍第二次南下，在任囂和趙佗率領下占領嶺南，秦設南海，象郡，桂林三郡。龍崗一帶正式劃入秦領土。
南宋後期，龍崗地區已經有荷坳等村落。
明洪武二十七年（西元1394年），境內大鵬半島建有「大鵬守禦千戶所城」，即「大鵬所城」。
明萬曆元年（西元1573年），新安縣由東莞縣分出。龍崗境內除東北部由歸善縣（今惠州市），其餘地區由新安縣（今深圳與香港）管轄。
清康熙年間，清廷頒布遷界令，龍崗地區的廣府住民被迫內遷。康熙七年，廣東巡撫王來任聯同廣東廣西總督周有德上疏朝廷請求復界。康熙八年（西元1669年）清廷准許復界。由於回遷原住民寥寥，官府實行招墾政策，龍崗地區遷入大量來自福建，江西及粵東山區的客家人。此後從嘉慶到民國初年都有客家移民不斷遷入龍崗。形成了龍崗與深圳其餘地方廣府人為主完全不同的客家人占主體的居民結構。
1908年，广九铁路华段建筑工程开展并于1911年10月建成开通，首批设立的车站中就包括现今位于龙岗境内的平湖站、李朗站和布吉站。
1958年11月，现深圳境内的龙岗、横岗、坪山、大鹏等地由惠阳县划归同属惠阳地区管辖的宝安县。
1979年3月，寶安縣升格為深圳市。1980年8月，深圳經濟特區成立，龍崗地区並未被劃入經濟特區範圍。1982年12月國務院批准復設寶安縣，隸屬深圳市，轄經濟特區以外地區。
1992年11月11日，國務院再次批准撤銷寶安縣，分設龍崗，寶安兩區；仍隸屬深圳。
1993年1月1日，龍崗區正式掛牌辦公。
2010年7月1日，龍崗區和寶安區一起被劃入經濟特區範圍。
2016年10月11日，坪山新区正式从龙岗区分离出来，成立坪山区。
2016年12月26日，龙岗区管辖的街道由8个拆分为11个，其中布吉、横岗、龙岗、龙城4个街道办事处分设为布吉、吉华、横岗、园山、龙岗、龙城、宝龙7个街道办事处，平湖、坂田、南湾、坪地街道办事处不变。

## 行政區劃
| 深圳市行政区划图                                                                     |
| ------------------------------------------------------------------------------------ |
| 罗湖区 福田区 南山区 宝安区 龙岗区 盐田区 坪山区 龙华区 光明区 大鹏新区 （属龙岗区） |

龙岗区下辖有14个街道办事处，其中11个街道为区政府直接管辖，3个街道由大鹏新区管辖。区政府位于龙城街道。

### 行政区划演变
1993年龙岗建区时，区政府位于龙岗镇。区内设有10个镇，即平湖镇，布吉镇，横岗镇，龙岗镇，坪地镇，坑梓镇，坪山镇，葵涌镇，大鹏镇，南澳镇。2004年1月2日，龙岗镇撤镇设街道办事处并一分为二，区政府所在的龙城中心城及其周边地区设为龙城街道办，其余地区设为龙岗街道办。同年8月26日，龙岗区剩余的9个镇全部撤镇改街道，辖区因此形成11个街道的格局。2006年4月，龙岗区宣布将布吉街道办调整为布吉，坂田，南湾三个街道。龙岗区下辖街道办数目由此增加到13个。另有一个类似乡级单位——深圳市大工业区。
2009年，深圳市决定在龙岗区的坪山、坑梓街道和深圳市大工业区设置功能新区，坪山新区于6月30日挂牌成立。此后深圳市于2011年12月30日在位于大鹏半岛的葵涌，大鹏，南澳三个街道增设一个功能新区，即大鹏新区。这两个新区的设立均不涉及行政区划的调整。2016年10月11日，国务院批复广东省政府，同意设立深圳市龙华区和坪山区。坪山新区由此升格为深圳市的行政区，不再隶属于龙岗区，新设立的坪山区于2017年1月7日正式揭牌成立。2016年12月26日，龙岗区进行了新一轮的街道调整，将布吉街道一分为二，形成布吉、吉华街道；横岗街道一分为二，形成横岗、园山街道；龙岗、龙城街道合二分三，形成新的龙岗、龙城、宝龙街道；其他平湖、坂田、南湾、坪地4个街道维持现状不变，形成了目前的11个街道+大鹏新区的新格局。
| 11街道办事处+大鹏新区 | 13街道办事处 | 10镇   |
| 平湖街道              | 平湖街道     | 平湖镇 |
| 布吉街道              | 布吉街道     | 布吉镇 |
| 吉华街道              | 布吉街道     | 布吉镇 |
| 坂田街道              |              | 布吉镇 |
| 南湾街道              |              | 布吉镇 |
| 横岗街道              | 横岗街道     | 横岗镇 |
| 园山街道              | 横岗街道     | 横岗镇 |
| 龙岗街道              | 龙岗街道     | 龙岗镇 |
| 宝龙街道              | 龙岗街道     | 龙岗镇 |
| 龙城街道              |              | 龙岗镇 |
| 坪地街道              | 坪地街道     | 坪地镇 |
| 大鹏新区              | 葵涌街道     | 葵涌镇 |
| 大鹏新区              | 大鹏街道     | 大鹏镇 |
| 大鹏新区              | 南澳街道     | 南澳镇 |
| 坪山区                | 坑梓街道     | 坑梓镇 |
| 坪山区                | 坪山街道     | 坪山镇 |

## 地理

### 地貌
龍崗屬典型的濱海丘陵地形，山脈走向為東北至西南。海岸線長度為133公里，其中大鵬半島東面為大亞灣，西面為大鵬灣。境內最高點為大鵬半島的七娘山，海拔867米。

## 人口
根据2015年统计，龙岗区常住人口（不包括大鹏新区）為205.24万人，占深圳市总人口的18%；其中户籍人口为47.72万，占全区常住人口的23%。人口密度为5282人/平方公里，略低于全市平均水平（5697人/平方公里）。
2018年末，龙岗区常住人口为238.64万人，增长4.7%。其中，户籍人口72.78万人，增长11.4%；非户籍人口165.86万人，增长2.0%。
2021年，龍崗區常住人口401.53萬人。其中，常住户籍人口121.54萬人，佔常住人口比重為30.27%；常住非户籍人口279.99萬人，佔比69.73%。

### 語言
1980年設立深圳經濟特區之前，龍崗除平湖，荷坳等地通行粵語莞寶片的圍頭話以及大鵬半島通行的大鵬話，大部分居民為操客語的客家人。1980年之後大量移民的遷入以及推普運動影響的使得漢語普通話成為常用語言之一，本地人仍多使用客家話交流。

## 经济
2016年，龙岗区（不含大鹏新区）实现地区生产总值3177.06亿元（人民币，下同），占全市的16.3%，居深圳各区第三（仅次于南山区，福田区），广东省第四（仅次于南山区，广州市天河区，福田区），与上年相比增长9.9%。第一产业增加值0.19亿元，下降2.6%；第二产业增加值2047.19亿元，增长10.2%，其中工业增加值 1935.01亿元，增长9.9%；建筑业增加值112.19亿元，下降13.9%；第三产业增加值1129.67亿元，增长9.3%。三次产业比例为0.01：64.43：35.56。，区内有华为、比亚迪、星河控股集团、深圳天安骏业投资发展集团、航嘉、华大北斗等企业。
2022年，龍崗區地區生產總值4759.06億元，增長3.0%。其中，第一產業增加值1.46億元，增長10.6%；第二產業增加值3243.09億元，增長4.2%；第三產業增加值1514.51億元，增長0.4%。

## 社区及文体娱乐
深圳大运中心位于龙岗区龙城街道，该项目包括一主体育场，一主体育馆，以及一游泳馆，是深圳市为举办2011年世界大学生夏季运动会而兴建的主要体育项目，总投资约45亿元人民币，由德国gmp建筑师事务所设计。该项目的主体育馆共有座位约18000个，可满足篮球，冰球，排球，室内足球，网球，体操等16类室内运动比赛的需求。 目前是CBA联赛深圳马可波罗队的和加拿大女子冰球联赛（CWHL）深圳昆仑鸿星队和深圳万科阳光队的主场，也是中国大陆地区继上海梅赛德斯-奔驰文化中心、北京五棵松体育馆和广州国际体育演艺中心之后第四个举办NBA中国赛的场馆。截至目前举办过2015年NBA季前赛洛杉矶快船队对阵夏洛特黄蜂队，以及2017年明尼苏达森林狼队对阵卫冕冠军金州勇士队的比赛。大运中心主体育场建筑面积13.5万平米，可容纳6万名观众。举办过如2016年国际冠军杯多特蒙德对阵曼城和2017年国际冠军杯拜仁慕尼黑对阵AC米兰的足球比赛。
龙岗体育中心是龙岗区内另一大型体育项目，该项目位于龙城街道西部，拥有包括龙岗国际自行车赛场和神仙岭国际网球中心等体育场馆和设施。龙岗国际自行车赛场包括主场馆、7公里的环水库公路赛道和6.8公里的山地赛道三部分，是世界首个按国际自盟2001最新标准建设的比赛场馆，也是国内以及亚洲第一个可同时举办自行车三项比赛（场地赛、公路赛及山地赛）的国际标准赛场。神仙岭国际网球中心每年1月初（WTA）和9月底（ATP）举办深圳网球公开赛，该赛事是WTA国际赛和ATP世界巡回赛250系列赛事。
位于龙岗区宝荷路的正中高尔夫球会举办过2014年沃尔沃中国公开赛，并于2015年起，于每年4月举办深圳国际赛。

### 主要體育場館和设施
- 深圳大運中心
- 龍崗體育中心：包括神仙岭国际网球中心和龙岗国际自行车赛场
- 龍崗公眾高爾夫球場

### 市政及主题公园
- 求水山公园—南湾街道
- 石芽岭公园—布吉街道
- 龙城公园—龙城街道
- 龙潭公园—龙城街道
- 大运公园—龙城街道
- 龙城广场—龙城街道
- 回龙埔公园—龙城街道
- 八仙岭公园—龙岗街道
- 龙园—龙岗街道
- 凤凰山国家矿山公园—平湖街道

## 教育

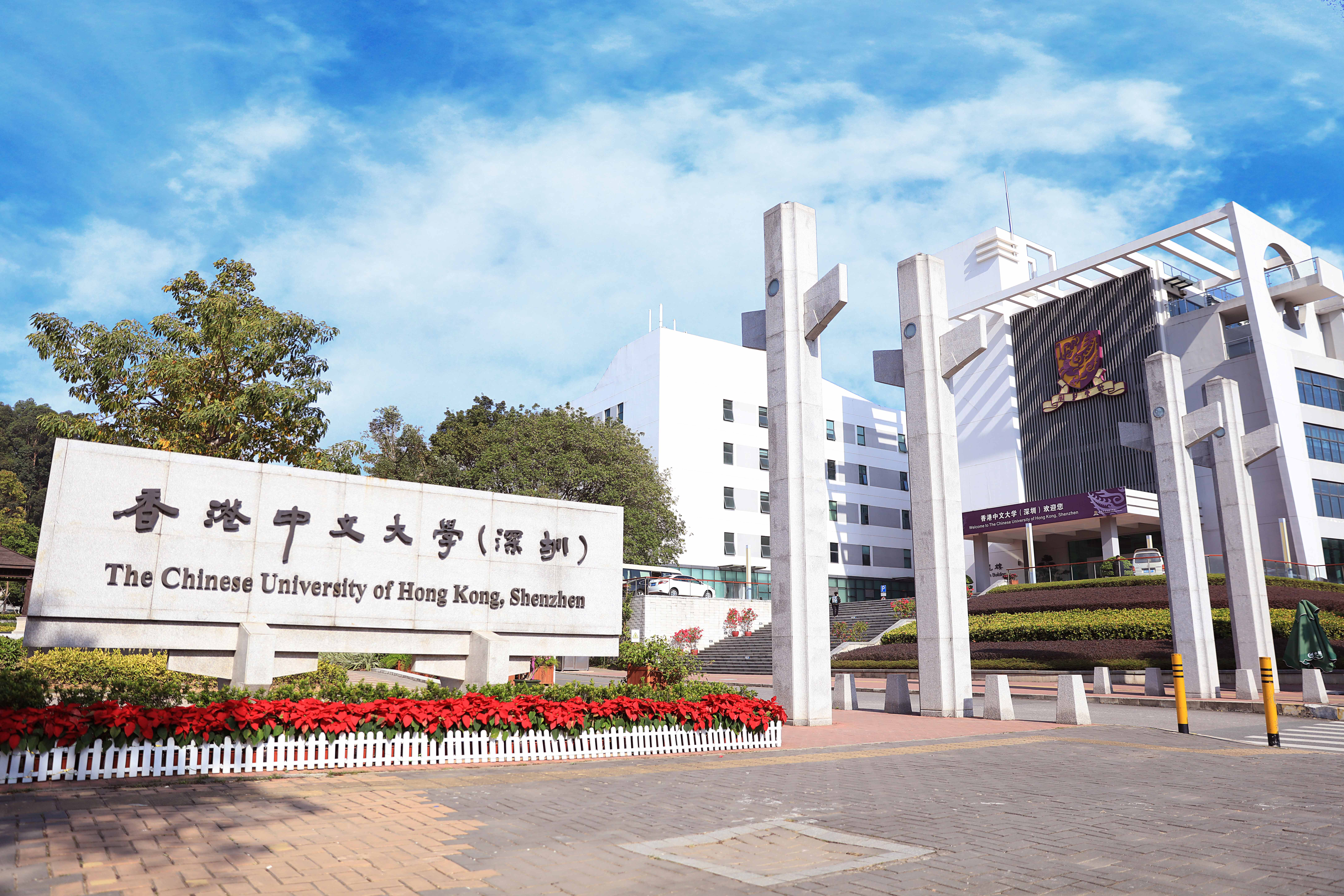
香港中文大學（深圳）

### 高等院校
龙岗区目前有高等院校三所，均位于龙城街道深圳国际大学园。
深圳信息职业技术学院是一所由深圳市人民政府举办的公办全日制高等院校，于2011年搬迁至龙岗区龙城街道。该校位于龙翔大道的新校区建成后曾被用作2011年世界大學生夏季運動會的运动员村以及部分比赛场地。
香港中文大學（深圳）是一所经国家教育部批准，按中外合作办学条例设立的研究型大学。校址位于龙岗区大运公园南侧，龙翔大道以北。港中大（深圳）于2014年正式成立并招生，目前有本科生和研究生共7000余人。该校实行全英语授课。
深圳北理莫斯科大学由深圳市人民政府、北京理工大学以及莫斯科国立罗蒙诺索夫大学合作举办，于2017年成立并招生，2019年7月启用永久校区。永久校区建设期间，深圳北理莫斯科大学使用了位于龙岗区龙城街道如意路的深圳市体育学校的楼宇作为过渡校区进行教学。

### 高中
- 龍城高級中學
- 平岡中學
- 布吉中学
- 布吉高級中學
- 平湖外国语学校
- 横岗高级中学
- 华中师范大学龙岗附属中学
- 龙岗实验高级中学
- 深圳市建文外国语学校
- 深圳北理莫斯科大学附属实验中学

### 中專
- 龍崗中專
- 龍崗區第二職業技術學校

### 中學
- 龍城初級中學
- 龍崗區實驗學校
- 福安學校
- 兰著学校
- 平安里学校
- 实验学校
- 依山郡学校
- 坪地中学

### 小學
- 龍城小學
- 清林小學
- 平安里學校
- 新亞洲學校
- 依山郡小學
- 兰著学校
- 福安学校
- 实验学校
- 依山郡学校
- 横岗中心小学（建於1915年[15]）

## 医疗服务
位于龙岗街道的龙岗中心医院创立于1952年，是龙岗区首家三级甲等医院，也是深圳东部最大的一所综合性医院，提供约855张病床。辖区另外一家主要公立综合医院是龙岗区人民医院，创立于1993年，位于龙城街道，提供开放病床629张。另外，院址位于龙岗区宝荷大道的中国医学科学院肿瘤医院深圳医院，即深圳市肿瘤医院，是经国家卫生计生委批准、由中国医学科学院肿瘤医院（国家癌症中心）和深圳市政府联合创办的一所肿瘤专科医院，是深圳市政府医疗卫生“三名工程”重点项目，一期工程编制床位800张。以下为龙岗区医院列表：
- 龙岗中心医院（深圳市第九人民医院）
- 中国医学科学院肿瘤医院深圳医院（深圳市肿瘤医院）
- 深圳市第三人民醫院
- 龙岗区人民医院
- 龙岗区第二人民医院（原布吉人民医院）
- 龙岗区第三人民医院（原横岗人民医院）
- 龙岗区第四人民医院（原南湾人民医院）
- 龙岗区第五人民医院（原平湖人民醫院）
- 龙岗区第六人民医院（原坪地人民医院）
- 龙岗区第七人民医院（原沙湾人民医院）
- 龙岗区妇幼保健院
- 龙岗区慢性病防治院
- 龙岗区骨科医院
- 龙岗区耳鼻咽喉医院
- 北京中医药大学深圳医院（龙岗区中医院）
- 深圳大学附属华南医院

## 交通

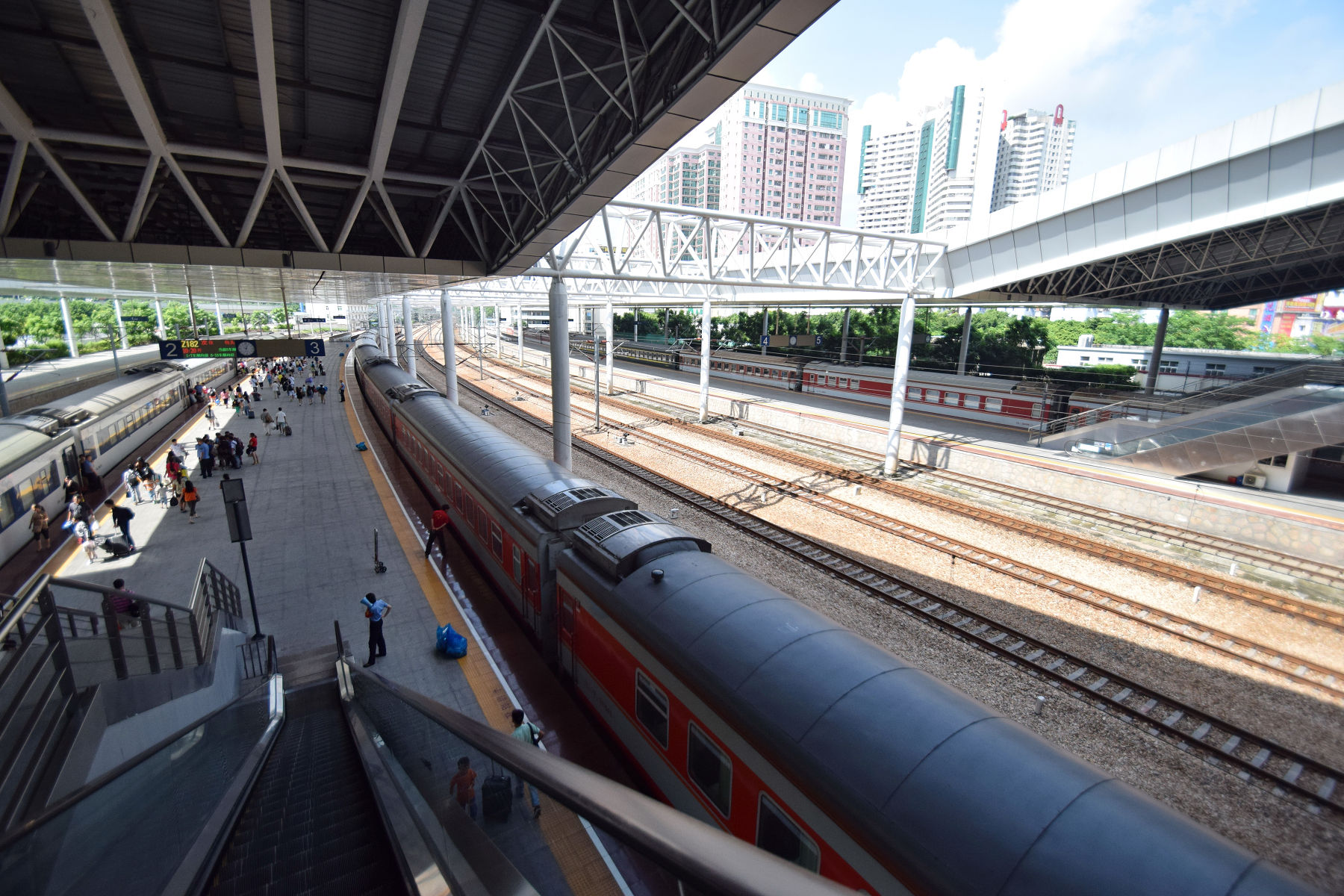
深圳东站

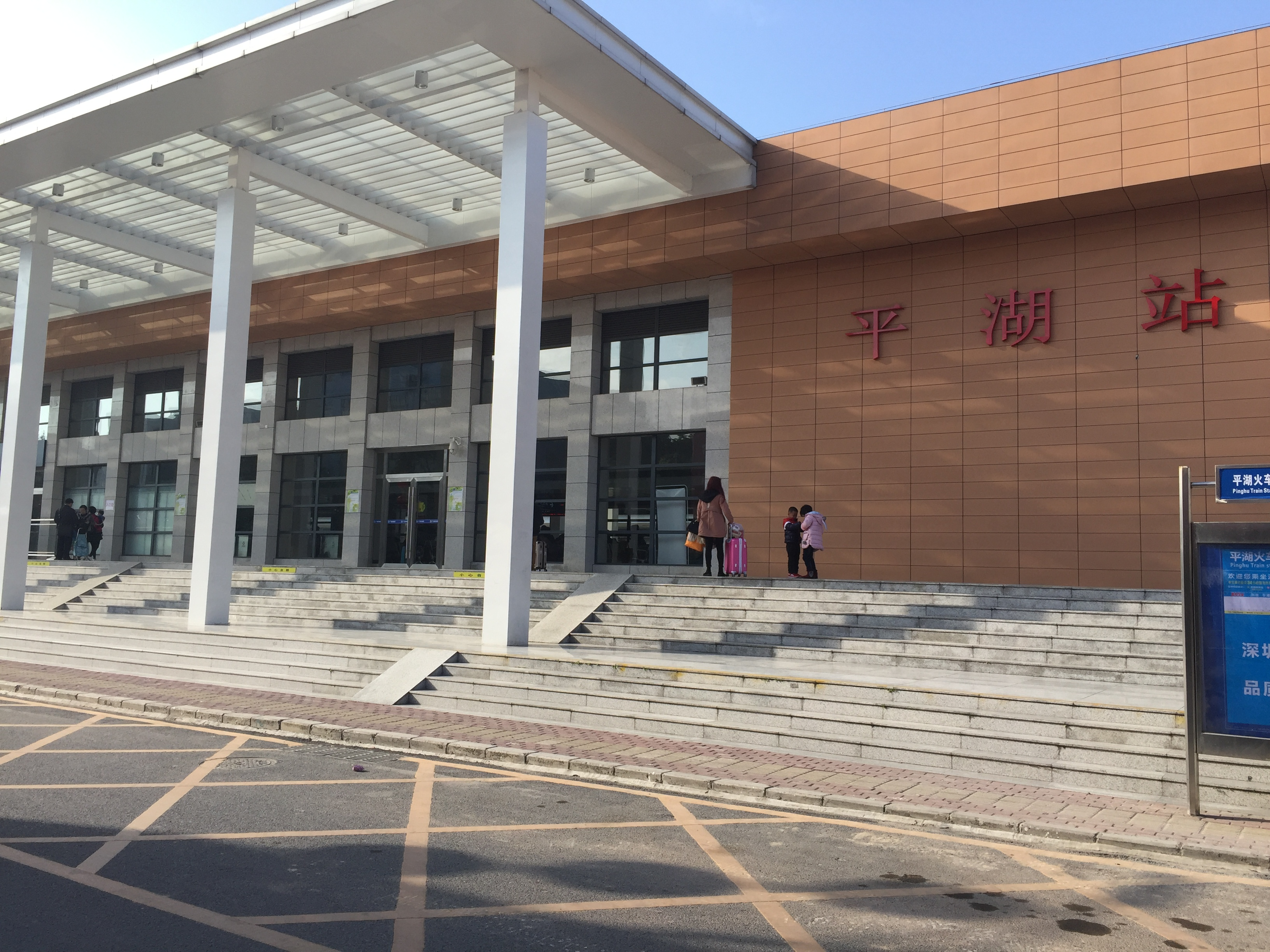
平湖站

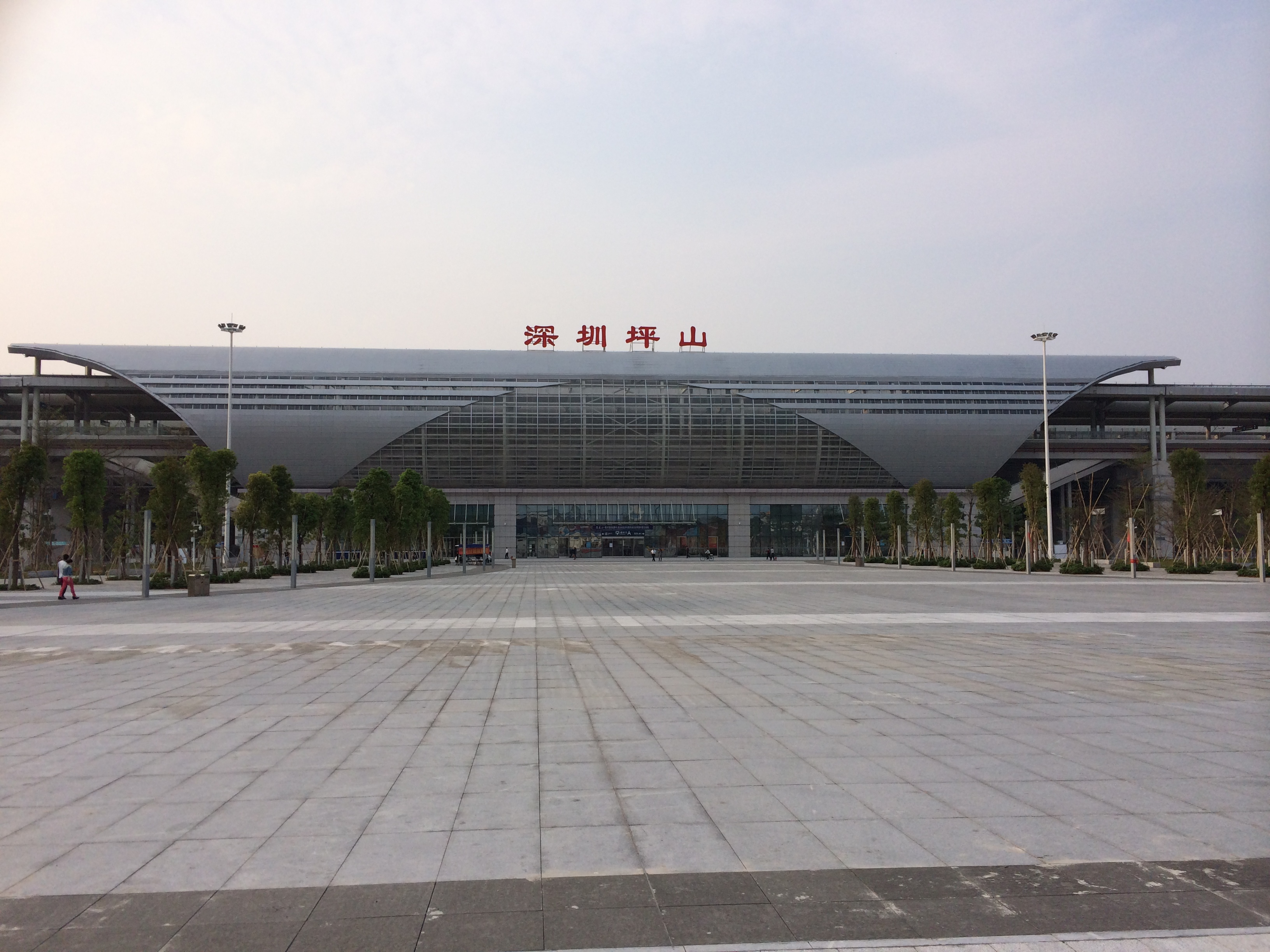
深圳坪山站（位於龍崗區與坪山区交界）

### 主要交通幹道

#### 公路
- 龍崗大道（即 205国道深圳段，原深惠公路）
- 深汕公路
- 橫坪公路
- 丹平公路（即 220国道深圳段）
- 龍平路
- 盐龙大道
- 布龙路
- 吉华路

#### 高速公路
- 水官高速
- 清平高速
- 外环高速
- 武深高速
- 沈海高速（機荷高速、深汕高速）
- 长深高速

### 鐵路
- 廣深鐵路：深圳东站、平湖站
- 京九鐵路
- 廈深鐵路
- 平鹽鐵路
- 平南鐵路

### 区内公交
- 东部公交
- 巴士集团
- 西部公汽
- 横岗汽运

### 地鐵
目前，途经龙岗区的深圳地铁线路有█3号线、█5号线、█10号线、█14号线和█16号线，另外█16号线将延伸至园山街道。
█3号线的车站有布吉站、木棉湾站、大芬站、丹竹头站、六约站、塘坑站、横岗站、永湖站、荷坳站、大运站、爱联站、吉祥站、龙城广场站、南联站、双龙站、梨園站、新生站、坪西站、低碳城站、白石塘站、富坪站、坪地六联站
█5号线的车站有五和站、坂田站、杨美站、上水径站、下水径站、长龙站、布吉站、百鸽笼站
█10号线的车站有双拥街站、平湖站、禾花站、华南城站、木古站、上李朗站、凉帽山站、甘坑站、雪象站、岗头站、华为站、贝尔路站、坂田北站、五和站、光雅园站、南坑站、雅宝站
█14号线的車站有布吉站、石芽嶺站、六约北站、四聯站、坳背站、大運站、嶂背站、南約站、寶龍站
█16号线的车站有大运站、大运中心站、龙城公园站、黄阁坑站、愉园站、回龙埔站、尚景站、盛平站、龙园站、双龙站、新塘围站、龙东站、宝龙同乐站

## 旅游
龙岗有龙岗客家民俗博物馆、大芬村、甘坑客家小镇等景点。
其中大芬村位於深圳龙岗区布吉，是一處著名的油畫村。在1980年代尾，由一位香港画商黄江發起，村民原有200人，現在有1萬多外來人口從事美術工作。作品以仿西洋油畫聞名，也有原創。此地有稱為大芬油畫村。

## 物产
龙岗区荔枝、芒果、龙眼、金龟桔、龙岗鸡等享有盛名。龙岗矿产有金、锡、钨、钼、铜、硫、铁、石英石等，有淡水沙、大理石、花岗石、石灰石等建筑材料。

## 外部連結
- 龙岗区政府网站 （页面存档备份，存于）